# IPad Pro (3-го покоління)
iPad Pro (3-го покоління) — планшет корпорації Apple, який є розвитком попередньої моделі iPad Pro 2017 року. Являє собою поліпшену версію планшетів iPad з великими дисплеями — 11 і 12,9 дюйма. iPad Pro 2018 року обладнаний процесором Apple A12X.
На презентації продуктивність відеоядра порівнювалася із Xbox One S.

## Характеристики

### Дисплей
- Дисплей Liquid Retina
- Дисплей Multi-Touch з підсвічуванням LED і технологією IPS
- Роздільність 2388 × 1668 пікселів / 2732 × 2048 пікселів (264 пікселі / дюйм)
- Широкий колірний обхват (P3)
- Технологія True Tone
- Олеофобне покриття, стійке до появи слідів від пальців
- Повністю ламінований дисплей
- Антивідблискове покриття
- Коефіцієнт зображення 1,8 %
- Яскравість 600 кд/м²

### Камера
- Камера 12 Мп
- Діафрагма ƒ/1.8
- 5-кратний цифровий зум
- П'ятилінзовий об'єктив
- Спалах True Tone Quad-LED
- Панорамне знімання (до 63 Мп)
- Захист об'єктива сапфіровим склом
- Сенсор BSI
- Гібридний інфрачервоний фільтр
- Автофокус з технологією Focus Pixels
- Фокусування дотиком з технологією Focus Pixels
- Live Photos зі стабілізацією зображення
- Широкий колірний діапазон для фотографій і Live Photos
- Покращений алгоритм місцевої тональної компресії
- Контроль експозиції
- Шумозаглушення
- Функція Smart HDR для фотографування
- Автоматична стабілізація зображення
- Серійне знімання
- Режим таймера
- Прив'язка фотографій до місця знімання
- Формати зображень: HEIF і JPEG

### Передня камера TrueDepth
- Фотографії 7 Мп
- Режим «Портрет»
- Портретне освітлення
- Animoji та Memoji
- Запис HD-відео 1080p з частотою 30 або 60 кадрів/с
- Спалах Retina Flash
- Діафрагма ƒ/2.2
- Широкий колірний діапазон для фотографій і Live Photos
- Функція Smart HDR
- Сенсор BSI
- Автоматична стабілізація зображення
- Серійне знімання
- Контроль експозиції
- Режим таймера

### Аудіо
Аудіозв'язок
- Аудіодзвінки FaceTime
- З iPad по Wi-Fi або стільниковою мережею на будь-який пристрій з підтримкою FaceTime

Динаміки
- 4 динаміки

Мікрофони
- П'ять мікрофонів для дзвінків, запису відео та аудіо

### Стільниковий і бездротовий зв'язок
Всі моделі:
- Wi-Fi (802.11a/b/g/n/ac); одночасна підтримка двох діапазонів (2,4 ГГц і 5 ГГц); HT80 з технологією MIMO
- Технологія Bluetooth 5.0

Моделі Wi-Fi + Cellular:
- UMTS/HSPA/HSPA+/DC-HSDPA (850, 900, 1700/2100, 1900, 2100 МГц); GSM/EDGE (850, 900, 1800, 1900 МГц)
- Gigabit Class LTE (моделі A1934 і A1895: діапазони 1, 2, 3, 4, 5, 7, 8, 11, 12, 13, 14, 17, 18, 19, 20, 21, 25, 26, 28, 29, 30, 34, 38, 39, 40, 41, 42, 46, 66) 4
- Тільки дані
- eSIM

### Геопозиція
Всі моделі:
- Цифровий компас
- Wi-Fi
- Функція точного визначення місця розташування iBeacon

Моделі Wi-Fi + Cellular:
- Assisted GPS, ГЛОНАСС, Galileo і QZSS
- Стільниковий зв'язок

### Датчики
- Face ID
- Тривісьовий гіроскоп
- Акселерометр
- Барометр
- Датчик зовнішньої освітленості

### Face ID
- Розпізнавання обличчя за допомогою камери TrueDepth
- Розблокування iPad
- Захист особистих даних в додатках
- Покупки в iTunes Store і App Store

### Живлення й акумулятор
iPad Pro 11 дюймів
Вбудований літій-полімерний акумулятор місткістю 29,37 Вт∙год
iPad Pro 12,9 дюйма
Вбудований літій-полімерний акумулятор місткістю 36,71 Вт∙год
Час роботи:
Всі моделі
До 10 годин роботи в інтернеті через мережу Wi-Fi, перегляду відео або прослуховування музики
Зарядка від адаптера живлення або через порт USB-C комп'ютера
Моделі Wi-Fi + Cellular
До 9 годин роботи в інтернеті через стільникову мережу

## Хронологія
| Хронологія моделей iPad                     |
| ------------------------------------------- |
| Див. також: Хронологія продуктів Apple Inc. |

Джерело: Apple Newsroom Archive.